# Romanowo (przystanek kolejowy)
Romanowo (ros. Романово) – przystanek kolejowy w pobliżu miejscowości Romanowo, w rejonie zielenogradskim, w obwodzie królewieckim, w Rosji. Położony jest na linii Królewiec – Pionierskij – Swietłogorsk.

## Historia
Przystanek powstał w okresie przynależności tych terenów do Niemiec.